# 倉敷市警察
倉敷市警察（くらしきしけいさつ）は、かつて存在した岡山県倉敷市の自治体警察。

## 概要
従来の岡山県警察部が解体され、1948年（昭和23年）3月7日に倉敷市警察本部が設置された。
1954年（昭和29年）に新警察法が公布された。これにより国家地方警察と自治体警察が廃止され、新たに都道府県警察として岡山県警察本部が発足。倉敷市警察も岡山県警察に統合され、姿を消した。